# Natura 2000 en Belgique

Logo de Natura 2000.

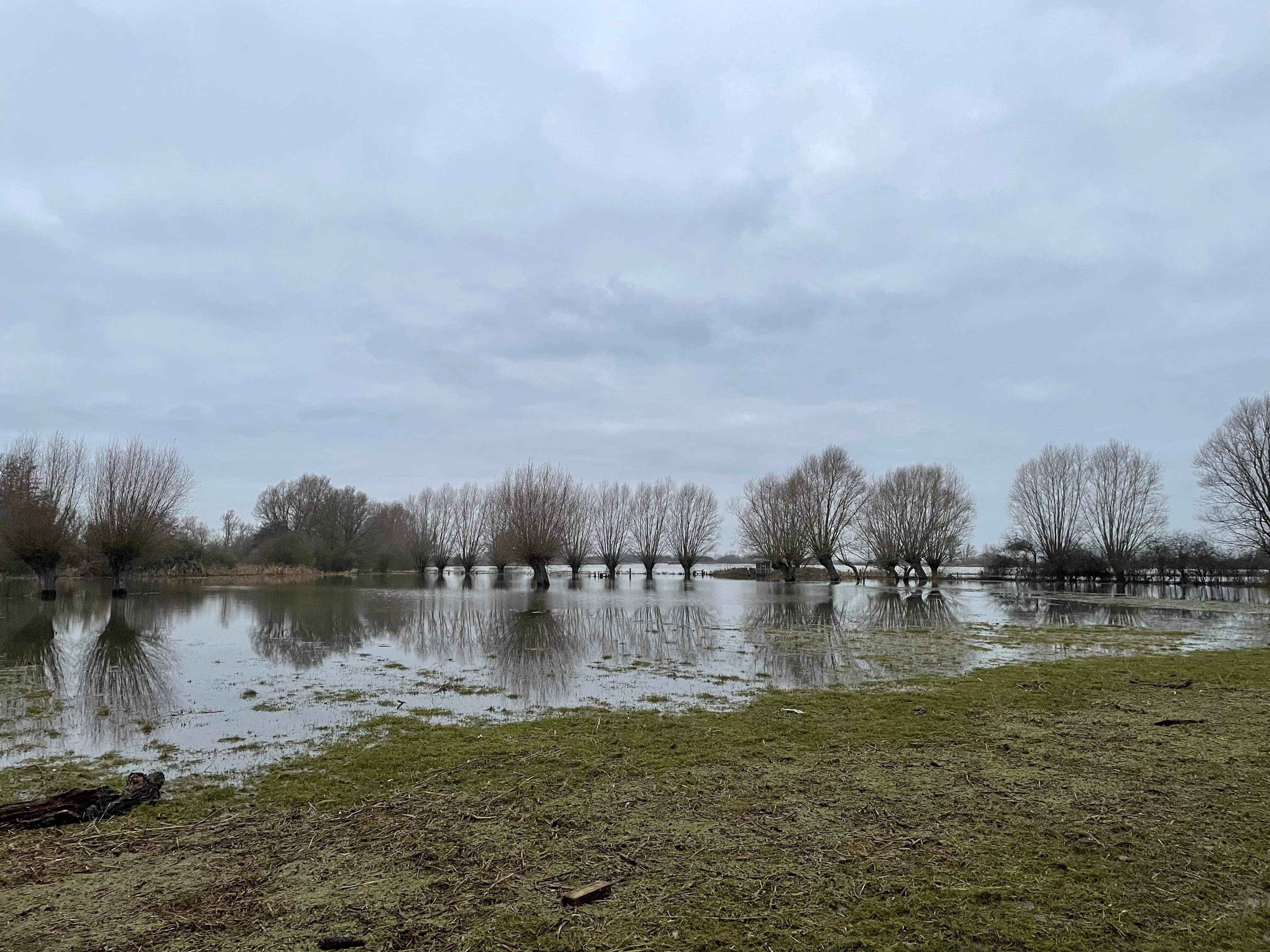
La Réserve de Blankaart, dans la vallée de l'Yser fait partie intégrante du réseau Natura 2000.

Le Réseau Natura 2000 regroupe, dans l'ensemble des pays de l'Union européenne, un ensemble d'aires protégées en vertu de deux directives :
- les zones de protection spéciale (ZPS) créées en application de la directive oiseau de 1976. Elles visent à protéger les espèces d'oiseaux, et leurs sites de nidification.
- les zones spéciales de conservation (ZSC) issues de la directives Habitat de 1992, dont l'objectif est de protéger les habitats naturels rares ou fragiles présents sur le territoire européen.

En Belgique, le réseau Natura 2000 est géré de façon décentralisé par les trois régions, comme l'ensemble des politiques de conservation de la nature.
Le réseau Natura 2000 s'est doté d'un site web sur lequel est consultable en temps réel le nombre de sites et les surfaces par pays.
En Juillet 2022, la Belgique comptait 310 sites dont :
- 255 zones de protection spéciale (ZPS) pour les oiseaux sur une superficie de 3 505 km2 ;
- 281 zones spéciales de conservation (ZSC) (dont les pSIC, SIC) pour les habitats et les espèces sur une superficie de 4 461 km2.

La superficie totale est de 5 211 km2, ce qui représente 12,7 % de la surface terrestre et marine du territoire de la Belgique.

## Flandre
La Flandre compte 41 sites Natura 2000. La première zone de protection spéciale a été créée en 1988.
La région compte 38 Zones de protection spéciale Habitats (ou speciale beschermingszone (SBZ) habitats):
- Zones de dunes incluant l'embouchure de l'Yser et le Parc naturel du Zwin
- Polders
- Heuvelland de Flandre occidentale, notamment les bois et landes de Gasthuisbossen (Ypres)
- Bois, landes et vallées de la Flandre sablonneuse : partie ouest
- Bois et landes de la Flandre sablonneuse : partie est
- Bassin versant de l'Escaut de la frontière néerlandais jusqu'à Gand
- Bois des Ardennes flamandes et autres bois du sud de la Flandre
- Forêt de Soignes
- Bois  du sud-est de la Flandre du sud
- Bois de Hal et les bois alentour avec sources et landes
- Vallées entre Melsbroeck, Campenhout, Cortenbergh en Veltem
- Vallée de la Dyle Laan en IJse met aangrenzende bos- en moerasgebieden
- Vallées  du Winghe et de la Motte avec leurs pentes
- Vallée du Démer
- Lande de Kalmthout
- Zones de vois et de Landes à l'est d'Anvers
- Kempense kleiputten (Het Blak, Kievitsheide, Ekstergoor en nabijgelegen kamsalamanderhabitats)
- Heesbossen, Vallei van Marke en Merkske en Ringven met valleigronden langs de Heerlese Loop
- Étangs, landes en marais autour de Turnhout
- Vallée de la Petite Nèthe avec sources, marais et landes
- De Maten
- Bosbeekvallei en aangrenzende bos- en heidegebieden te As-Opglabbeek-Maaseik
- Vallei- en brongebied van de Zwarte Beek, Bolisserbeek en Dommel met heide en vengebieden
- Mangelbeek en heide- en vengebieden tussen Houthalen en Gruitrode
- Valleien van de Laambeek, Zonderikbeek, Slangebeek en Roosterbeek met vijvergebieden en heiden
- Hageven met Dommelvallei, Beverbeekse Heide, Warmbeek en Wateringen
- Abeek met aangrenzende moerasgebieden
- Itterbeek met Brand, Jagersborg en Schootsheide en Bergerven
- Mechelse heide en vallei van de Ziepbeek
- Plateau van Caestert met hellingbossen en mergelgrotten
- Uiterwaarden langs de Limburgse Maas en Vijverbroek
- Bossen en kalkgraslanden van Haspengouw
- Région de la voer
- Bovenloop van de Grote Nete met Zammelsbroek, Langdonken en Goor
- Jekervallei en bovenloop van de Demer vallei
- Overgang Kempen-Haspengouw
- Historische fortengordels van Antwerpen als vleermuizenhabitat

En complément, elle comprend 23 Zones de protection spéciale Oiseaux (ou speciale beschermingszone (SBZ) vogels):
- Arendonk, Merksplas, Vieux-Turnhout, Ravels en Turnhout
- Bokrijk en omgeving (Bokrijk et alentours)
- De Kuifeend en Blokkersdijk
- Groot Schietveld, De Maatjes, Wuustwezelheide
- De Maten
- De Ronde Put
- De Zegge
- Vallée du Démer
- Durme en Middenloop van de Schelde
- Ceinture de dunes
- Hamonterheide, Hageven, Buitenheide, Stramprooierbroek en Mariahof
- Vallée de l'Yser
- Lande de Kalmthout
- Krekengebied
- Complexe de Polders
- Schorren en polders van de Beneden-Schelde
- Vallée de la Dyle
- Domaine militaire et vallée de Zwarte Beek
- Houthalen-Helchteren, Meeuwen-Gruitrode en Peer
- Vijvercomplex van Midden-Limburg
- Achterhaven Zeebrugge-Heist
- Côte belge
- Parc naturel du Zwin

## Wallonie
Le « décret Natura 2000 » visant la constitution du réseau Natura 2000 date du 28 novembre 2001 (publié en janvier 2002).
Huit ans plus tard, en 2009, huit sites Natura 2000 ont été désignés par le gouvernement wallon. Ils couvraient 3 700 ha sur 26 communes.
- bassin du Ruisseau de Messancy (BE34062),
- bassin de la vallée du Biran (BE35036),
- bassin du bois d’Anthisnes et d’Esneux (BE33015),
- bassin de la vallée supérieure de l’Our et ses affluents (BE33062),
- bassin du bassin moyen de l’Ourthe occidentale (BE34031),
- bassin de la vallée de la Haine en amont de Mons (BE32014),
- bassin de la vallée de l'Orneau (BE35002),
- bassin de la vallée de Villers-la-Bonne-Eau (BE34040).

Dans la région Wallonie, 240 sites avaient été sélectionnés à partir de 2001, pour faire partie du réseau Natura 2000. En 2017, la désignation de ses site a été achevée. En 2022, les 240 sites Natura 2000 de Wallonie couvrent 220 944 ha, les sites sont très majoritairement classés au titre des deux directives simultanément, en effet il y a 200 000 ha de ZPS et 200 000 ha de ZSC, en Wallonie.
Les sites font en moyenne 900 ha et sont bien connectés entre eux écologiquement, en effet nombreux sont les sites situés à proximité de cours d'eau.

### Gestion en Wallonie
La loi sur la conservation de la nature belge, modifiée le 13 janvier 2011, impose une série de restrictions à l'ensemble des sites sélectionnés pour faire partie du réseau Natura 2000, dites mesures générales : ces restrictions sont précisées dans l'arrêté du gouvernement wallon du 24 mars 2011.
Après la désignation d'un sites, des « mesures particulières » s'y appliquent, elles sont détaillées en fonction des habitats présents.
La mise en œuvre de certaines mesures donne droit à des indemnités ou avantages fiscaux. Les propriétaires de terrains classés ou leurs exploitants peuvent faire appel aux conseils de l'ASBL Natagriwal.

## Bruxelles-Capitale
La région de Bruxelles-Capitale compte trois « Zone spéciale de conservation », désignées en vertu de la directive Habitats, aucune zone n'a été désignée en vertu de la Directive Oiseaux.
En 1996, un inventaire réalisé par Bruxelles environnement avait permis d'identifier trois sites d'intérêt communautaire pour la préservation des chauve-souris. En 2002, chacun de ces sites proposés a été agrandi pour mieux prendre en compte le cycle de vie des chiroptères, grâce à l'expertise apportée par le WWF-Belgique. Les sites ont été approuvés par la commission européenne en 2004.
- Le 24 septembre 2015, le gouvernement de la région désigne « ZSC II : zones boisées et ouvertes au sud de la Région bruxelloise » ;
- le 14 avril 2016, c'est au tour des : 
  - « ZSC I : la forêt de Soignes avec ses lisières, les domaines boisés avoisinants et la vallée de la Woluwe » et
  - « ZSC III : les zones boisées et les zones humides de la vallée du Molenbeek dans le nord-ouest de la Région bruxelloise » d'être désignées officiellement.

Les trois sites sont composés de 48 « stations » correspondant à des parcs urbains ou de grands domaines privés.

### Baromètre Natura 2000
1. ↑   « Baromètre Natura 2000, les sites par pays »